# San Pedro de Copán
San Pedro de Copán é um município de Honduras, localizado no departamento de Copán.